# 比魯尼
阿布·拉伊汗·穆罕默德·本·艾哈迈德·比鲁尼（波斯語：ابوریحان محمد بن احمد بیرونی，973年—1048年）, 波斯学者，生于中亞的花剌子模（今屬乌兹别克斯坦），卒于加兹纳（今屬阿富汗），在数学、天文学、物理学、医学、历史学等方面均有贡献，被誉为“比较宗教学之父”、“现代大地测量学之父”、印度学的创始人与第一位人类学家。著有《天文典》《密度》《药理学》《古代诸国年代学》等书籍。月球上的一座环形山以其命名。他是伊朗最伟大的科学家之一。